# 1748 en architecture
| Années de l'architecture : 1745 - 1746 - 1747 - 1748 - 1749 - 1750 - 1751    |
| Décennies de l'architecture : 1710 - 1720 - 1730 - 1740 - 1750 - 1760 - 1770 |

Cet article présente les faits marquants de l'année 1748 en architecture.

## Réalisations
- Début du remaniement à Lyon de la Loge du Change, sur des plans de Jacques-Germain Soufflot.
- Construction de l’Opéra du château de Versailles et du Pavillon français dans le parc de Petit Trianon par Ange-Jacques Gabriel (1748-1750).
- Fin de la construction de l’Hôtel de l'ordre du Saint-Sépulcre de Mayence.

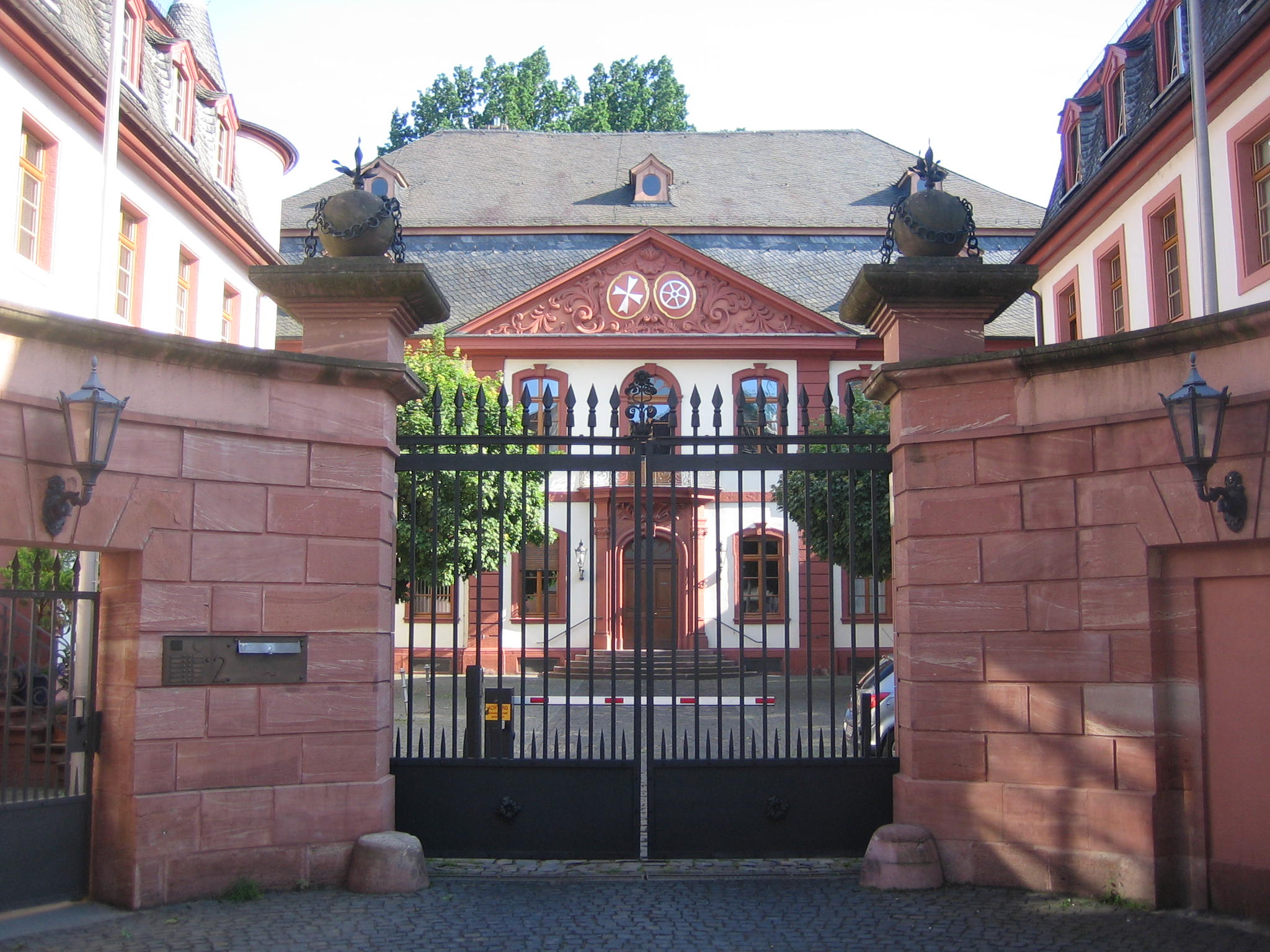
Cour et bâtiments de l’Hôtel de l'ordre du Saint-Sépulcre de Mayence.

## Événements
- x

## Récompenses
- Prix de Rome : x.

## Naissances
- François-Nicolas Trou dit Henry (†1830).

## Décès
- x